# الأنثروبولوجيا في 1930 - 1939
الخط الزمني للأنثروبولوجيا، 1930–1939

## أحداث
1934
- تأسيس «نيهون مينزوكو جاكاى» (معهد الاثنولوجيا اليابانية).

1937
- تأسيس متحف الإنسان.

## المنشورات
1934
- نشر كتاب «أنماط الثقافة»، (بالإنجليزية: Patterns of Culture)‏، تأليف روث بنديكت.

1935
- نشر كتاب «هيكل والأدوار في المجتمعات البدائية»، (بالإنجليزية: Structure and Function in Primitive Society)‏، تأليف ألفريد رادكليف براون
- نشر كتاب "حدائق كورال سحرهم"، (بالإنجليزية: Coral Gardens and Their Magic)‏ تأليف برونيسلاف مالينوفسكي

1937
- نشر كتاب «الشعوذة، مهتفو الوحي والسحر عندالأزانديين»، (بالإنجليزية: Witchcraft, Oracles and Magic Among the Azande)‏ تأليف ادوارد ايفانز بريتشارد

## المواليد
1930
- لويس بنفورد
- بيير بورديو
- لورا نادر
- مارشال سالين

1934
- موريس غودليير

1935
- روجر كيسينغ
- باربرا مايرهوف

1939
- ماري بيتسون
- موريس بلوخ

## الوفيات
1930
- جيسي والتر فوكس

1934
- رونالد بوراج ديكسون
- فريتز غرايبنر
- برتولد اوفر

1935
- والتر هوغ

1936
- فلاديمير بوغوراس

1937
- جون نابليون برينتون هيويت
- فلاديمير جوشليسون
- جرافتون إليوت سميث

1939
- آرثر موريس هوكارت
- لوسيان ليفي-بريل
- إدوارد سابير